# Phacodes longicollis
Phacodes longicollis là một loài bọ cánh cứng trong họ Cerambycidae.